# Jan Mankes

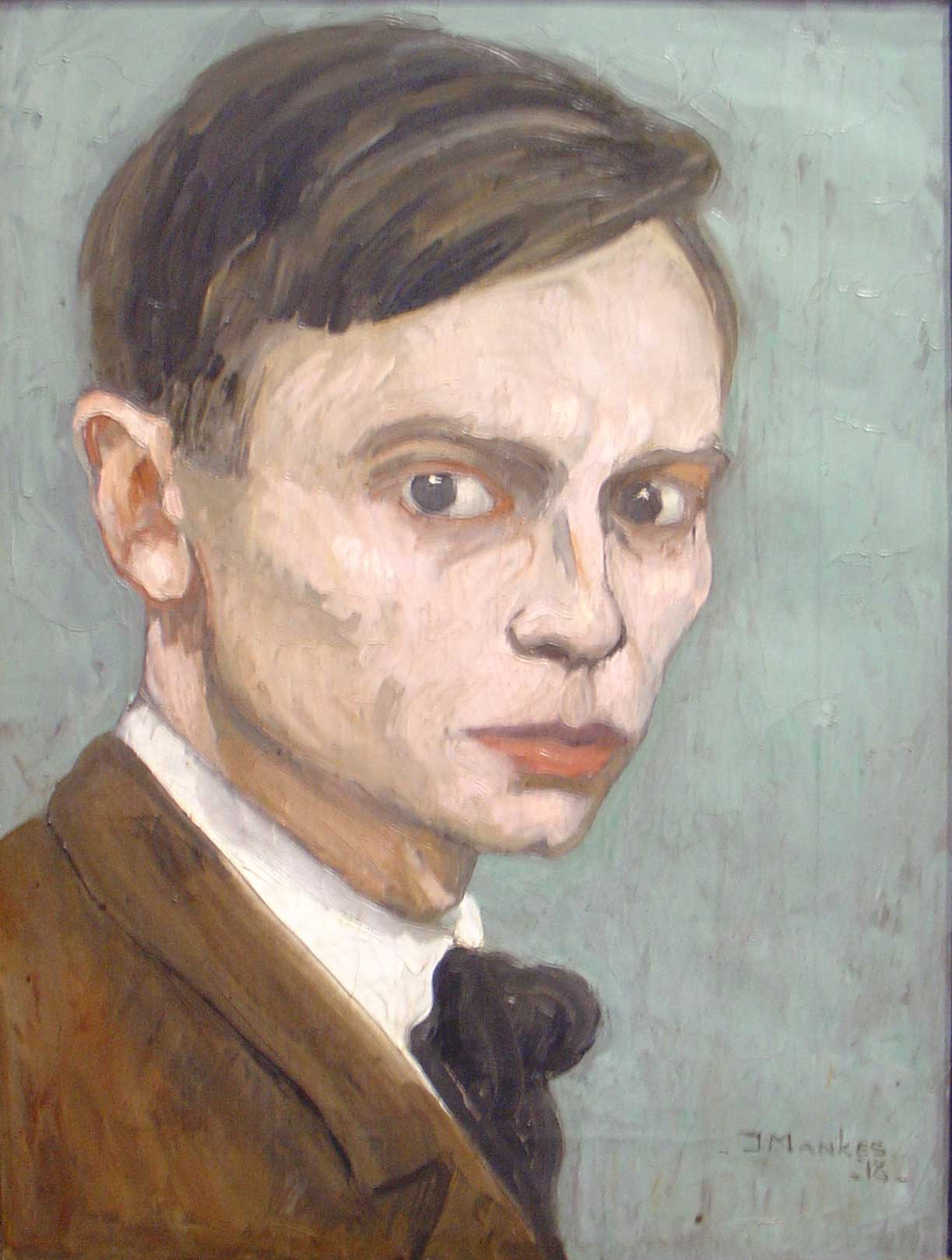
Selbstporträt, 1918

Jan Mankes (* 15. August 1889 in Meppel; † 23. April 1920 in Eerbeek) war ein niederländischer Maler und Zeichner. Er hinterließ bei seinem Tod im Alter von 30 Jahren ein Werk von rund 150 Gemälden, 100 Zeichnungen sowie rund 40 Radierungen und Drucke. Seine Arbeiten wurden unter anderem in die Sammlungen des Rijksmuseum und des Stedelijk Museum in Amsterdam aufgenommen, eine größere Kollektion seiner Arbeiten befindet sich im Museum Arnhem.

## Leben
Jan Mankes wurde als jüngstes Kind des Finanzbeamten Beint Mankes und seiner Frau Jentje Hartsuiker geboren, die aus Meppel stammte. Er hatte noch einen zwei Jahre älteren Bruder und eine drei Jahre ältere Schwester.  Die dreijährige höhere Bürgerschule (HBS) in Meppel, die er 1902 besuchte, lag ihm nicht, so dass er diese nicht beendete, sondern nach einer Versetzung des Vaters eine Ausbildung zum Glasmaler in der bekannten Glasbrennerei und Kunstglaserei „Prinsenhof“ von J.L. Schouten in Delft absolvierte. 1905–1906 besuchte er an der Akademie für Bildende Künste in Den Haag Abendkurse im Zeichnen.

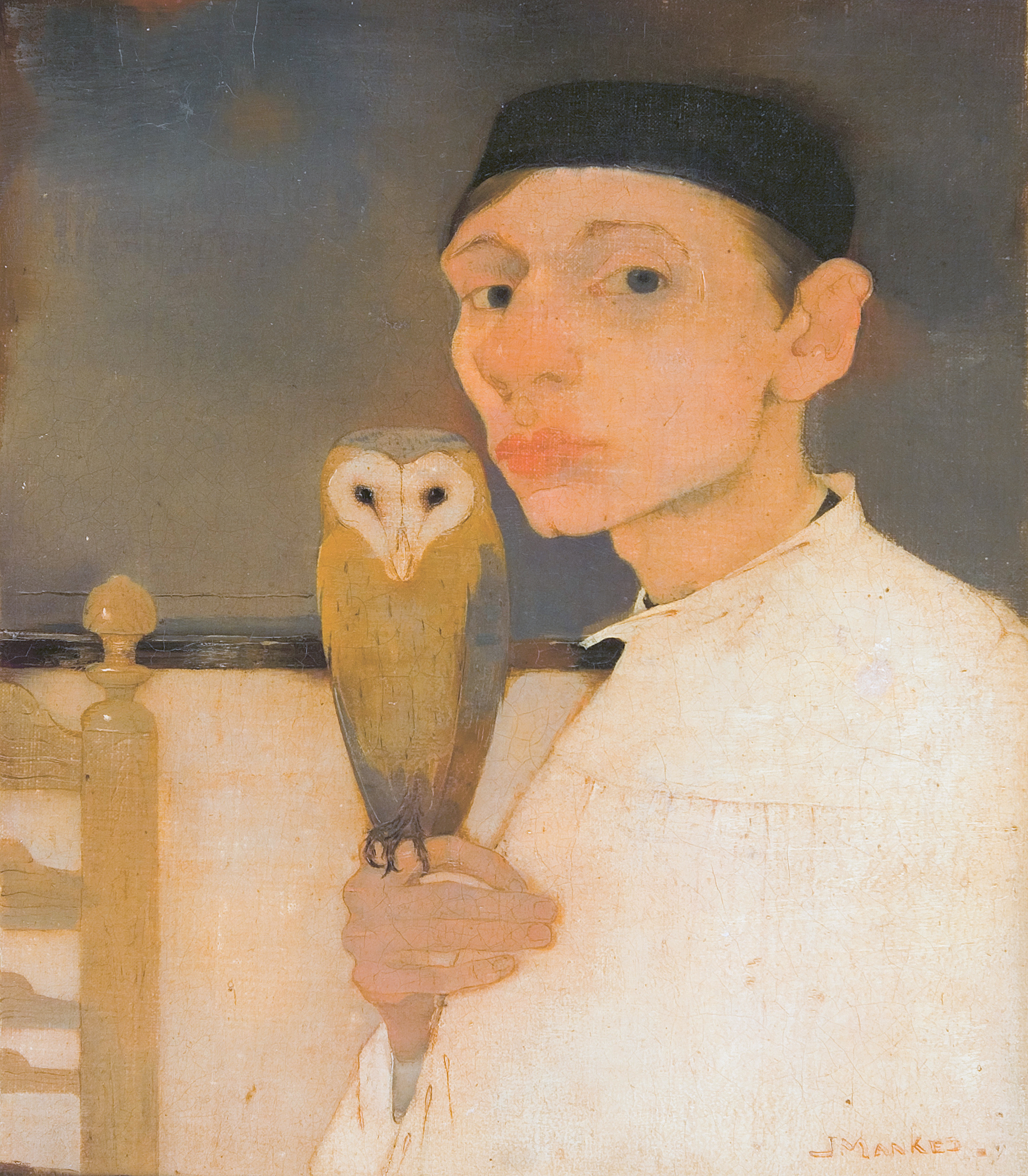
Selbstporträt mit Eule, 1911

Im Alter von achtzehn Jahren entschied er sich 1908 für eine Laufbahn als freier Künstler. Mit seinen Eltern zog er nach der Pensionierung des Vaters 1909 nach De Knipe bei Heerenveen, wo er im ländlichen Umfeld seine wichtigsten Motive – Tiere, vor allem Vögel – fand. 1910 entstand hier das Selbstporträt mit Eule, eines seiner bekanntesten Werke. Ab 1912 beschäftigte er sich auch mit Radierungen, inspiriert von dem japanischen Künstler Hokusai.
Über einen Kunsthändler kam er in Kontakt mit Aloys Pauwels, einem Zigarrenfabrikanten und Kunstsammler aus Den Haag, der sein Mäzen wurde – er versorgte ihn über Jahre mit jeglichem Malmaterial und Objekten für Stillleben, teilweise auch lebenden Tieren (weiße Mäuse, Hühner, Igel, Krähen, Eulen), die der Künstler zeichnete. Von der regen Korrespondenz der beiden Männer aus den Jahren 1910 bis 1918 sind die Briefe Mankes' erhalten.
1913 lernte er die Theologin Annie Zernike, die erste mennonitische Predigerin der Niederlande kennen, die er 1915 in Schoterland heiratete. Mankes teilte mit seiner Frau liberale Überzeugungen, darunter Antimilitarismus und Vegetarismus. Das Paar lebte zunächst weiter in der Landgemeinde in Heerenveen, in der sie sich kennengelernt hatten und in der Zernike als Predigerin tätig gewesen war, zog dann jedoch nach Den Haag um und wurde Teil der dortigen Künstlerszene. Aus gesundheitlichen Gründen – Mankes war Anfang 1916 an Tuberkulose erkrankt – lebten sie ab 1917 wieder auf dem Land, in Eerbeek bei Arnheim. Nach der Geburt ihres Sohnes Beint im März 1918 verschlechterte sich Mankes' Gesundheitszustand zunehmend; er wurde Ende 1918 bettlägerig und starb im April 1920 in Eerbeek.

## Werk
In den Jahren 1907 bis 1918 schuf Jan Mankes rund 150 meist kleinformatige Gemälde, 100 Zeichnungen sowie rund 40 Radierungen und Drucke. Bei den Motiven dominieren Stillleben, Tiere und Landschaften. Seine Arbeiten werden mit Symbolismus und Realismus in Verbindung gebracht, es gibt jedoch auch abstrakte, beinahe kubistische Elemente, die seinen eigenen Stil kennzeichnen. Ein transparenter, mehrschichtiger Farbauftrag ergibt perlmuttartige Effekte und lässt die Ölgemälde fast aquarellartig erscheinen.

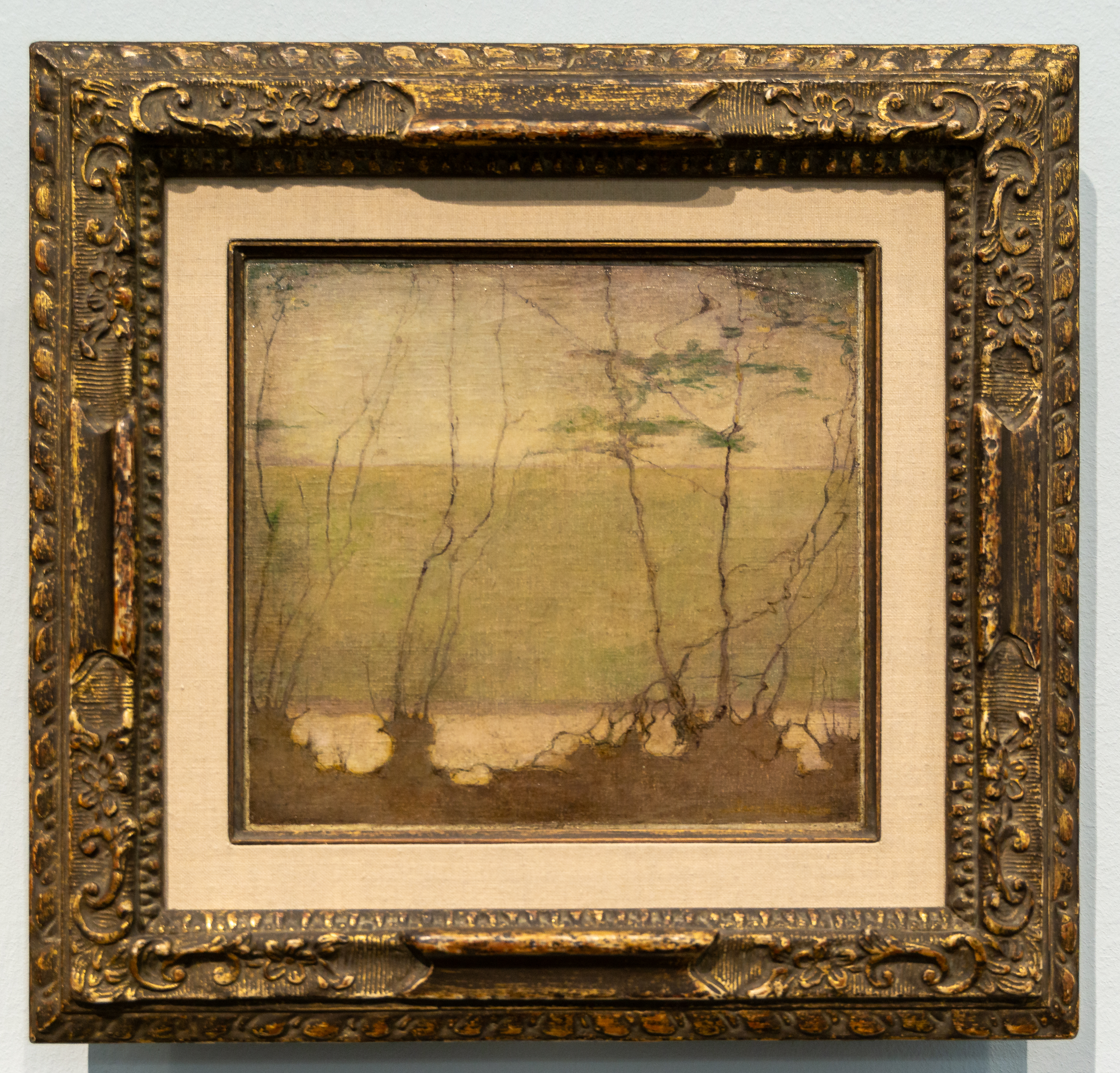
Nebellandschaft, 1915
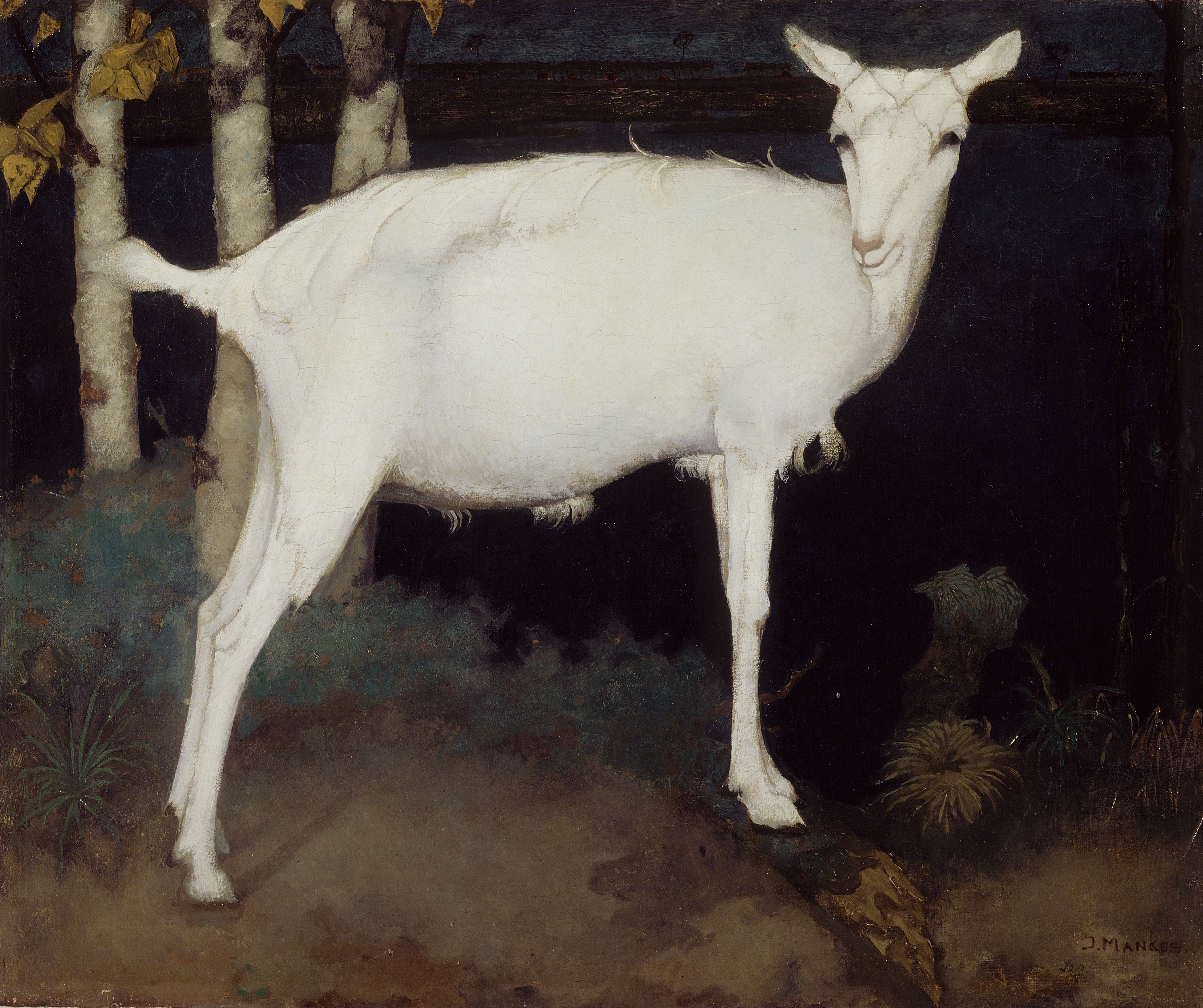
Jonge witte geit, Öl auf Leinwand, 1914
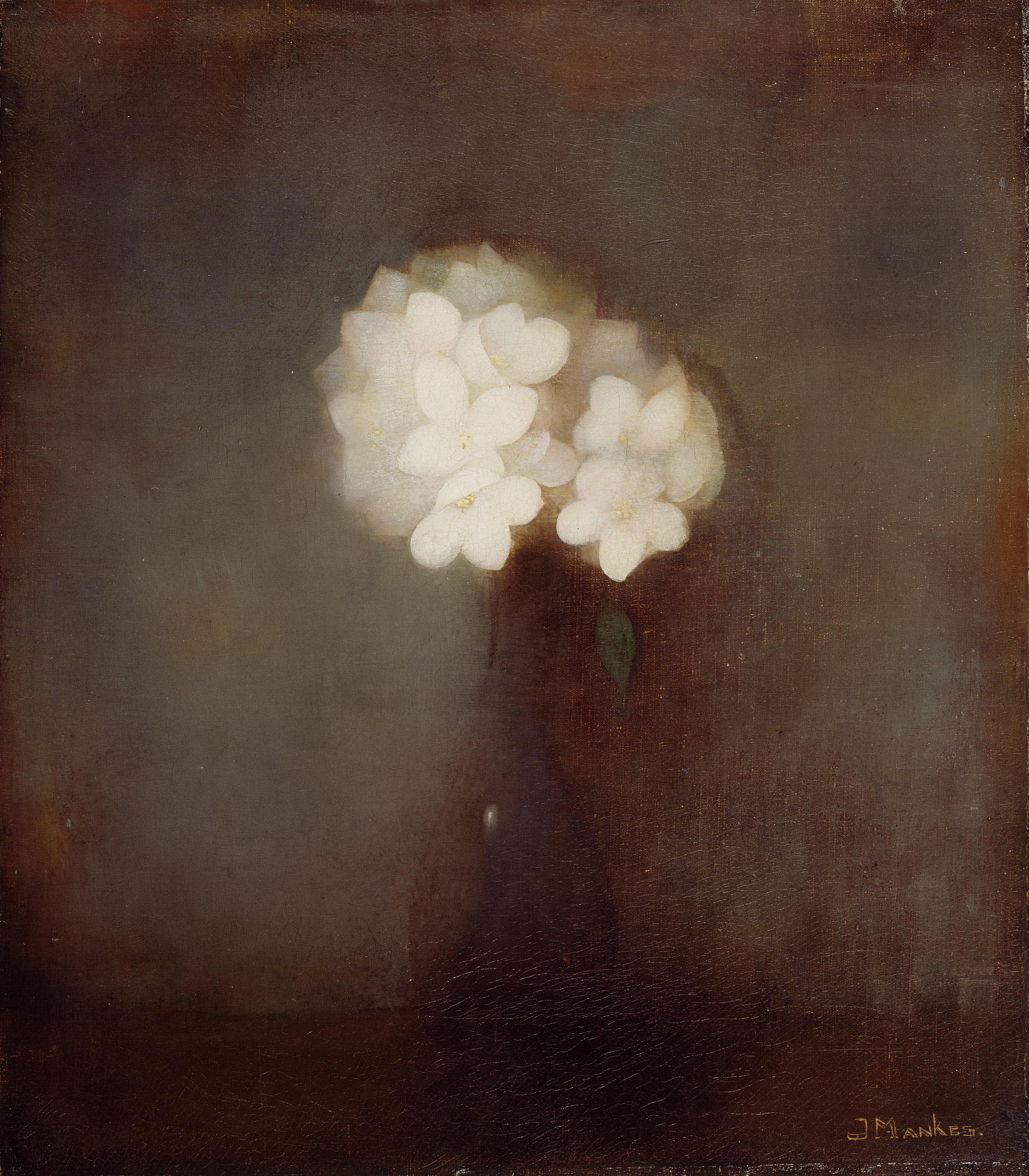
Vaas met jasmijn, Öl auf Leinwand, 1913
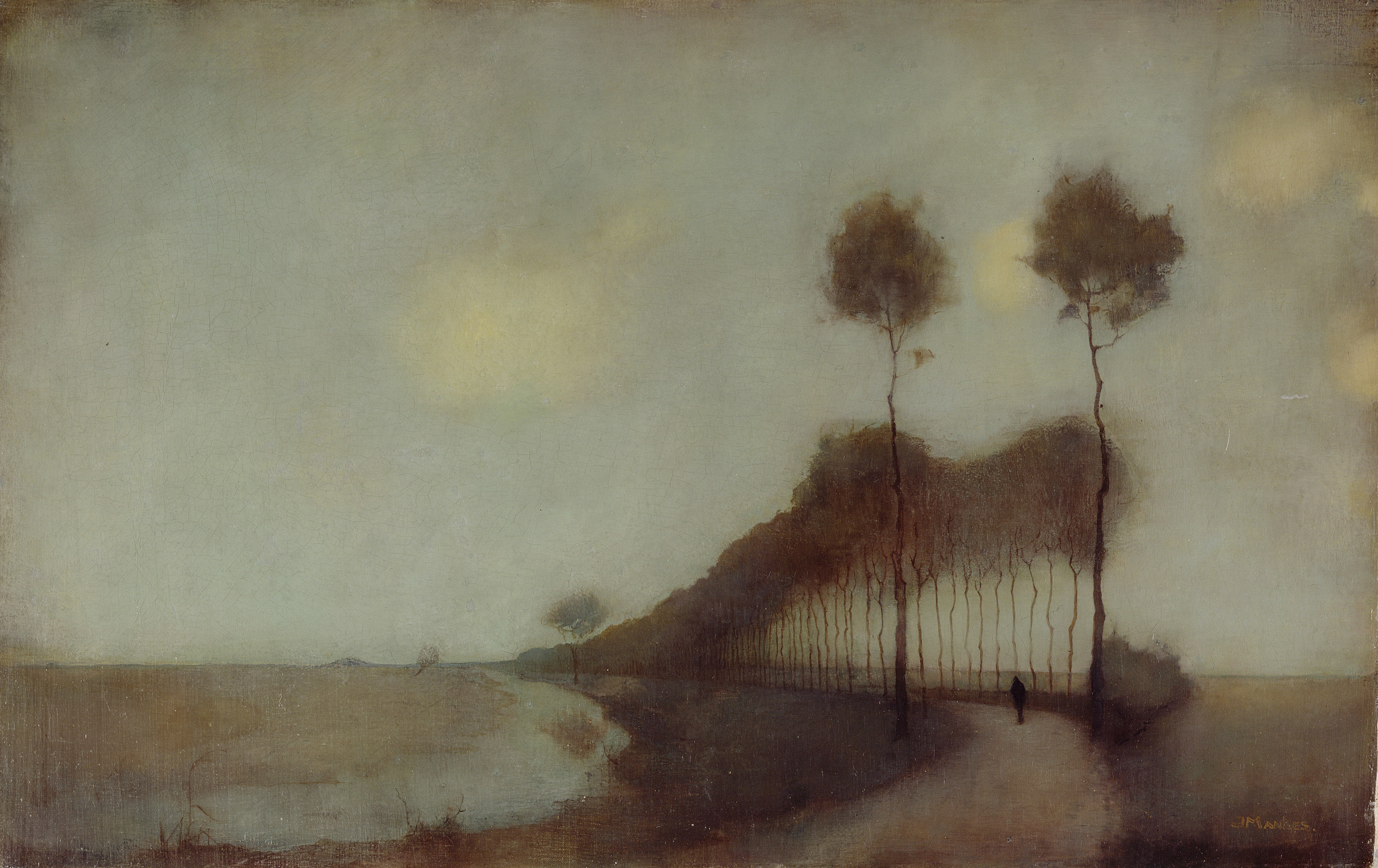
Woudsterweg bij Oranjewoud, Öl auf Leinwand, 1912

## Ausstellungen
- Het Mankesperspectief, 2007, Drents Museum, Assen, Museum Arnhem, Scheringa Museum voor Realisme, Spanbroek[4]
- On the Spot – een tentoonstelling over ver en heel dichtbij (Gruppenausstellung), 2017, Museum Belvédère. Heerenveen